# 弗雷德·凯利
弗雷德·凯利（英語：Fred Kelly，1891年9月12日—1974年5月7日），美国男子田径运动员，主攻短距离跨栏。他曾代表美国参加1912年夏季奥林匹克运动会田径比赛，获得男子110米栏金牌。